# Fordított szerencsejátékos-hiba
A fordított szerencsejátékos hiba (inverse gambler's fallacy) Ian Hacking angol filozófus által alkotott elnevezés egy, a Bayes-tétel rossz használatán alapuló érvelési hibára, ami hasonlít a szerencsejátékos hibára. A fordított szerencsejátékos hibát elkövető abból, hogy egy véletlenszerű jelenség során egy nagyon kis valószínűségű kimenetel fordul elő, arra következtet, hogy az adott jelenség már sokszor végbement korábban. Ilyen hiba például az alapján, hogy valaki három kockával három hatost dob, arra következtetni, hogy már régóta dobálja a kockákat, mert a három hatos kis valószínűségű esemény.
Formálisan, ha K jelöli a kis valószínűségű eseményt, és S azt a feltételezést, hogy a jelenség már sokszor végbement, akkor Bayes tétele szerint {\displaystyle P(S|K)=P(S){\frac {P(K|S)}{P(K)}}=P(S)}, mert az egymás utáni végbemenetelek függetlenek egymástól, azaz {\displaystyle P(K|S)=P(K)}. Így tehát a sokszori végbemenetelt egyáltalán nem támasztja jobban alá az, ha egy kis valószínűségű esemény következik be.
Hacking eredetileg a tervezettségből való érvre adott egyik ellenérvben vélte felfedezni a hibát. A tervezettségből való érv egyik változata szerint az univerzum finomhangoltsága egy intelligens tervezőre utal. Az ellenérv szerint a finomhangoltságból arra is lehet következtetni, hogy ez az univerzum a sokadik az egymást követő univerzumok sorában (és számos nem finomhangolt univerzum előzte meg). Hacking ezt fordított szerencsejátékos hibának nevezte.
John A. Leslie egy válaszcikkben bírálta ezt az állítást: szerinte a tripla hatos megfigyelése bizonyos értelemben független a tripla hatos bekövetkezésétől: ha mást dobott volna a játékos, akkor a megfigyelő mást lát. A finomhangolt univerzum azonban szükséges előfeltétele annak, hogy egyáltalán lehessen megfigyelőről beszélni; így az inkább olyan játékhoz hasonlít, ahol csak akkor hívják be a megfigyelőt, ha három hatost dobtak. Ilyenkor a behívott megfigyelő joggal feltételezheti, hogy nem az első dobást látja.